# Kowalewo (Grodzisk Wielkopolski)
Pour les articles homonymes, voir Kowalewo.
Kowalewo (prononciation : [kɔvaˈlɛvɔ]) est un village polonais de la gmina de Kamieniec dans le powiat de Grodzisk Wielkopolski de la voïvodie de Grande-Pologne dans le centre-ouest de la Pologne.
Il se situe à environ 2 kilomètres à l'ouest de Kamieniec (siège de la gmina), à 9 kilomètres au sud-est de Grodzisk Wielkopolski (siège de la gmina et du powiat) et à 43 kilomètres au sud-ouest de Poznań (capitale régionale).

## Histoire
De 1975 à 1998, le village faisait partie du territoire de la voïvodie de Poznań.

Depuis 1999, Kowalewo est situé dans la voïvodie de Grande-Pologne.
Le village possède une population de 134 habitants en 2011.